# Grote pijlinktvis
De grote pijlinktvis (Todarodes sagittatus) is een inktvissensoort uit de familie Ommastrephidae. De wetenschappelijke naam werd, als Loligo sagittata, samen met de eerste, zeer korte, beschrijving van de soort, in 1798 gepubliceerd door Jean-Baptiste de Lamarck.

## Kenmerken
Het is een vrij grote soort, met een maximale mantellengte van 75 centimeter, maar gemiddeld 25 tot 35 centimeter. De lengte van de vinnen bedraagt 45% van de mantellengte.

## Verspreiding
De soort komt voor in de Middellandse Zee, vanaf 13° Zuid in het oosten van de Zuidelijke en Noordelijke Atlantische Oceaan, inclusief de Noordzee en de Oostzee, de Barentszzee en de Karazee. Hij is tot een diepte van 4595 meter gevangen, maar wordt meestal tussen de 350 en 700 meter diep aangetroffen.
Eens in de zoveel tijd stranden er grote aantallen van deze soort op de kust van Engeland.